# Pauline Bourdon
Pour les articles homonymes, voir Bourdon.

a Compétitions nationales et continentales officielles uniquement.

b Matchs officiels uniquement.
Dernière mise à jour le 27 avril 2025.
Pauline Bourdon Sansus, née Pauline Bourdon le 4 novembre 1995 à Limoges, est une joueuse internationale française de rugby à XV évoluant au poste de demi de mêlée au Stade toulousain. En équipe de France, elle joue parfois demi d'ouverture.

## Biographie
Elle naît le 4 novembre 1995 à Limoges. Elle découvre le rugby à quatre ans, au stade de Beaublanc. Elle est formée au Capo Limoges omnisports puis à l'USA Limoges. Élève du lycée des Vaseix, elle est championne de France des lycées agricoles.
En 2013, elle signe à l'AS Bayonne, et devient monitrice d'atelier cuisine à l'ESAT d'Arbonne. Polyvalente, elle peut jouer demi de mêlée, demi d'ouverture ou même trois-quarts. À Bayonne, elle joue derrière la mêlée, poste pour lequel elle a une préférence,. En 2014, elle est championne de France Élite 2 avec l'ASB.
Le 7 novembre 2015, à Martigues, elle fait ses débuts internationaux contre l'Angleterre (victoire française, 11-0), en tant que remplaçante. Le 18 mars 2016 à Vannes, elle est titulaire pour le dernier match du Tournoi des Six Nations, face à l'Angleterre. Les Bleues l'emportent par 17 à 12, et gagnent le Tournoi. Lors de la tournée d'été, le 1er juillet à Salt Lake City, elle joue remplaçante face aux États-Unis (victoire française, 13-19). Elle marque un essai. Elle joue remplaçante à l'ouverture face au Canada (défaite française, 10-29). Le 22 novembre à Béziers, face aux États-Unis (victoire française, 36-10), elle est titulaire derrière la mêlée.
Pour l'année 2017, Bourdon doit faire face à un choix. Elle travaille en CDD et son employeur lui propose un CDI. Elle privilégie sa carrière professionnelle : elle accepte le CDI, ce qui la contraint à renoncer au Tournoi et à la Coupe du monde. Elle est à nouveau championne de France Élite 2 avec l'ASB, qui accède au Top 8. Elle retrouve l'équipe de France pour la tournée d'automne. Elle est titulaire face à l'Espagne (elle réussit trois transformations) et titulaire à l'ouverture face à l'Italie (elle réussit une pénalité et une transformation).
En 2018, elle dispute comme titulaire les cinq matchs du Tournoi des Six Nations — les deux premiers à l'ouverture, les trois suivants à la mêlée. Le 3 février, lors du premier match, face à l'Irlande (victoire française, 24-0), elle est élue meilleure joueuse de la rencontre. Lors du troisième match, contre l'Italie (victoire française, 57-0), elle marque un essai. Lors du dernier match, le 16 mars, à l'Eirias Stadium de Colwyn Bay, contre le pays de Galles (victoire française, 38-3), elle marque un essai. Les Bleues réussissent le Grand Chelem et Bourdon est désignée joueuse du match. Selon Justine Saint-Sevin, l'arrivée de Bourdon « est peut-être celle qui a révolutionné le plus le jeu de l'équipe de France », qui manquait d'alternance. Bourdon, « très à l’aise au pied, a changé la donne. Jeu au pied de pression, passe millimétrée pour son ailière, dégagement précis après un coup d’envoi, Pauline Bourdon sait tout faire. Une alternance qui a permis à l’équipe de France de passer un véritable cap. »
Le 17 novembre 2018, au stade des Alpes de Grenoble, elle contribue à la première victoire officielle des Bleues contre les Blacks Ferns de Nouvelle-Zélande, championnes du monde en titre (30-27). Elle entame le match derrière la mêlée, puis est repositionnée à l'ouverture. Ce mois-là, elle est une des cinq femmes nommées par World Rugby pour le titre de joueuse de l'année, mais c'est une autre Française, Jessy Trémoulière, qui remporte la récompense. Toujours en novembre, Bourdon quitte son emploi pour devenir une des 24 premières joueuses françaises de rugby à XV qui signent un contrat fédéral à mi-temps.
Le 2 février 2019, au GGL Stadium de Montpellier, à l'issue du premier match du Tournoi, contre le pays de Galles (victoire française, 52 à 3), elle est élue meilleure joueuse de la rencontre. Contre l'Angleterre le 10 février (défaite française, 41-26), elle commence derrière la mêlée, puis passe à l'ouverture. Elle marque deux essais et réussit deux transformations. Contre l'Écosse le 23 février à Villeneuve d'Ascq (victoire française, 41-10), elle marque un essai et réussit trois transformations. Lors du 4e match de ce tournoi des Six Nations contre l'Irlande à Dublin le 9 mars (victoire française, 17-47), elle débute à l'ouverture puis est repositionnée en demi de mêlée au cours de la seconde période tout comme pour le dernier match du tournoi au Stadio Plebiscito de Padoue en Italie le 17 mars (défaite 31-12). Elle termine 3e meilleure réalisatrice du tournoi avec 25 points (3 essais et 5 transformations).
En août 2019, son contrat fédéral est prolongé pour la saison 2019-2020.
En 2022, elle est sélectionnée par Thomas Darracq pour disputer la Coupe du monde en Nouvelle-Zélande, puis à nouveau à l'automne 2023 pour le WXV en Nouvelle-Zélande.
Le 22 mars 2025 à La Rochelle, lors du troisième match du Tournoi, elle marque contre l'Écosse un drop de 35 m permettant de renverser le cours de la rencontre.

### Vie privée
Pauline Bourdon se marie avec Laure Sansus en août 2023.

## Palmarès

### En club
- Vainqueur du Championnat de France en 2022 avec le Stade toulousain.
- Vainqueur du Championnat de France de 2e division en 2014 et 2017 avec l'AS Bayonne[8].

### En équipe nationale
- Vainqueur du Tournoi des Six Nations en 2016 et 2018 (Grand Chelem)[8].

### Distinctions personnelles
- Oscars du Midi olympique : meilleure joueuse française 2019[38].
- Nuit du rugby 2019 : meilleure internationale française[39].
- Prix World Rugby : Membre du XV féminin de l'année en 2023